# ロバート・メリフィールド
ロバート・ブルース・メリフィールド(Robert Bruce Merrifield, 1921年7月15日 - 2006年5月14日)はアメリカ合衆国テキサス州フォートワース出身の化学者。1984年にノーベル化学賞を受賞した。

## 生涯
生まれてまもなくの1923年、一家と共にカリフォルニア州に移った。いくつもの学校を転々とした後、1939年にモンテベッロ高校を卒業した。その中で彼は化学と天文学の両方への好奇心を膨らませていった。その2年後、パサデナジュニアカレッジに入学、その後カリフォルニア大学ロサンゼルス校へ移る。卒業後はフィリップ・R・パーク研究基金で動物の群れに関する研究やアミノ酸ダイエットの研究を行った。
カリフォルニア大学ロサンゼルス校へ戻り、生化学のM.S.ダン教授の下でピリミジンの定量法について研究を行った。1949年7月19日に結婚。その後ニューヨークのロックフェラー医学研究所で勤務する。さらにその後ロックフェラー大学へ移って研究を続けた。1959年に固相を用いたペプチド合成法を思いつき、研究を行って1963年にジャーナル･オブ･アメリカン・ケミカル・ソサエティーに発表。その後は研究室でペプチドの合成を行い、ブラジキニンやアンギオテンシン、インスリン等を世界で初めて作り出すことに成功した。これは医学、薬学並びに生化学に大きな影響を与え、酵素やホルモンなどを合成することができるようになった。1993年に自伝を発表した。ニュージャージー州クレスキルで没。

## 受賞歴
- 1969年 - アルバート・ラスカー基礎医学研究賞
- 1970年 - ガードナー国際賞
- 1973年 - ウィリアム・H・ニコルズ賞
- 1984年 - ノーベル化学賞
- 1986年 - センテナリー賞
- 1993年 - グレン・T・シーボーグ・メダル、化学パイオニア賞